# I martiri di Belfiore
I martiri di Belfiore è un film muto italiano del 1915 diretto da Romolo Bacchini e da Alberto Carlo Lolli.